# Ida Rolf
Ida Pauline Rolf (New York, 19 maggio 1896 – New York, 19 marzo 1979) è stata una biochimica e docente statunitense, fondatrice del metodo rolfing.

## Biografia
Cresciuta nel Bronx di New York, studiò Biochimica presso la Columbia University. Concluse gli studi nel 1920 essendo una delle prime donne con un dottorato in biochimica.
Nei dodici anni seguenti lavorò all'università Rockefeller, inizialmente nel reparto di chemioterapia, più tardi nella divisione di chimica organica. Raggiunse infine il rango di associate all'istituto. Come scienziata studiò prevalentemente le proprietà del tessuto connettivo umano.
Alla ricerca di una soluzione ai propri problemi di salute e di quelli dei suoi famigliari (polmonite), Rolf dedicò due decenni allo studio dello yoga, dell'osteopatia e dell'omeopatia. Intorno agli anni '40 iniziò a trattare disturbi fisici cronici con una serie di esercizi di movimento e manipolazioni che le consentirono di sviluppare una propria teoria sulle possibilità di cambiamento della struttura umana grazie alla plasticità dei tessuti connettivi.
In un primo tempo trasmise le sue esperienze solo ai medici interessati. Dalla metà degli anni sessanta Rolf applicò il metodo che stava elaborando su Fritz Perls, l'ideatore della terapia Gestalt. Questi la invitò a lavorare all'Esalen Institute (la Mecca dell'umanesimo). Cominciò con la formazione di allievi e inserì il proprio metodo nella psicologia umanistica. Da quel momento, il rolfing prese piede negli Stati Uniti e nel 1973, la Rolf fondò a Boulder il Rolf Institute of Structural Integration come scuola e organizzazione professionale.

## Fonti
- Associazione Italiana Rolfing (integrazione strutturale)